# Moldovagaz
Moldovagaz S.A. este o companie energetică moldo-rusă de tip deschis, ce desfășoară activități de transportare și aprovizionare cu gaz natural și gaz lichefiat pe teritoriul Republicii Moldova. Potrivit datelor de la finele anului 2013, principalii acționari ai "Moldovagaz S.A." sunt compania rusă Gazprom deține 50% din acțiuni (mai mult de 6,6 milioane de acțiuni), Agenția proprietății publice de pe lângă Ministerul Economiei al Republicii Moldova deține 35,33% din acțiuni (4,7 milioane de acțiuni), Comitetul de administrare a proprietății Transnistriei 13,44% din actiuni (1,79 de milioane de acțiuni), restul acționarilor au cote mai mici de 5%.

## Istoric
În cadrul programului Inogate, angajații S.A. Moldovagaz participă la proiectul „Armonizarea standardelor și practicilor tehnice din sectorul petrolului și gazelor din Europa de Est și Caucaz”. În 2010, au studiat 26 de standarde europene care reglementează procesele tehnologice din sectorul gazelor, iar după compararea cu standardele existente ale Moldovei, au fost întocmite concluziile corespunzătoare. În 2017, a fost inițiat un proces de reformare a serviciilor furnizate consumatorilor, bazat pe o abordare progresivă.

## Legătura cu Gazprom
În 2010 ministrul moldovean al economiei (2009-14), Valeriu Lazăr, a respins unele speculații din presa de atunci potrivit cărora Gazprom încearcă să preia Moldovagaz, unicul distribuitor de gaz rusesc din R. Moldova, menționând atunci: „Nu am constatat astfel de intenții din partea Gazprom”, asta după ce unii analiști locali au menționat că societatea rusă dorea să preia complet compania moldoveană.
La sfârșitul anului 2013, datoria „Moldovagaz” față de Gazprom constituia 5,2 miliarde de dolari americani, din care aproximativ 4,7 miliarde dolari (90%) reprezenta datoria regiunii transnistrene.

## Statistică
| An   | Volumul gazului importat (mil. mc) | Volumul gazului tranzitat (mil. mc) | Lungimea rețelelor de gaze (km) | Numărul de salariați |
| ---- | ---------------------------------- | ----------------------------------- | ------------------------------- | -------------------- |
| 2005 | 1.418,5                            | 25.313                              | 12.259,2                        | 4.776                |
| 2007 | 1.305,4                            | 23.692,8                            | 15.456,5                        | 5.264                |
| 2009 | 1.126,3                            | 17.891                              | 18.472,4                        | 5.140                |
| 2010 | 1.187,8                            | 17.034,3                            | 21.025,6                        | ~5.000               |
| 2011 | 1.152,1                            | 20.185,4                            | 21.884,9                        | ~5.000               |
| 2012 | 1.095,2                            | 19.912,6                            | 22.344,7                        | ~5.000               |
| 2013 | 1.032,1                            | 19.983,9                            | 22.670,9                        | ~5.000               |
| 2016 | 1.037,2                            | 18.708,3                            |                                 |                      |
| 2017 | 1.033,9                            | 20.487,8                            |                                 |                      |
| 2018 | 1.129,7                            | 18.298,5                            |                                 |                      |
| 2019 | 1.057,7                            | 10.356,4                            |                                 |                      |

## Vezi și
- FC Moldova-Gaz Chișinău
- Transgaz
- Romgaz